# Otpisana
Otpisana (eng. Miss Cast Away, također poznat kao Miss Cast Away and the Island Girls i Silly Movie 2 u Australiji.),  humoristični je film B-kategorije iz 2004. godine, kojeg je režirao i napisao Bryan Michael Stoller.
Film je snimljen za $2 milijuna dolara iz proračuna SAD-a. U filmu su nastupili Pat Morita i Michael Jackson, u jednim od svojih posljednjih nastupa.

## Radnja
Film počinje kada pun avion prekrasnih djevojaka koje idu na natjecanje ljepote sleti na pusti otok. Tada kapetan Maximus Powers (kojeg glumi Eric Roberts) i ko-pilot Mike Saunders (glumi ga Charlie Schlatter), moraju voditi brigu o svojim putnicima jer im prijeti opasnost da ih napadnu ogromne prethistorijske svinje i skupina majmuna
Agent MJ (glumi ga Michael Jackson), nakon što je poslan od strane Vatikana dolazi do njih, kako bi manipulirao s njima u vlastite svrhe Vatikana.

## Glumci
- Eric Roberts: Maximus Powers
- Charlie Schlatter: Mike Saunders
- Joyce Giraud: Julie
- Stuart Pankin: Noah
- Evan Marriott: Joe Millionaire
- Michael Jackson: Agent M.J.
- Eugene Greytak: Your Holiness (as Gene Greytak)
- Richard Halpern: Groovy Guy
- Lyle J. Mortensen: Vice President
- Douglas Dunning: Commander Harry
- Patrick Mares: The President
- Thomas McKenna: Ron Philips (as Stuart Rigby)
- Kamilla Bjorlin: Holly
- Audra Wise: Tina
- Juanita A. Romano: Alaska

## Opažanja
Recenzije filma su različite. The Washington Post post piše da je film mješavina komedije i fantastične avanture. Autor kasnije navodi da obožavatelji ne bi trebali kupiti film, nego ga iznajmiti
Jonathan Hickman u svojoj recenziji za internet izdanje, naziva ga dječjim filmom

## Vanjske poveznice
- Službene stranice
- Miss Cast Away u internetskoj bazi filmova IMDb-a